# Фунтово-1
Фу́нтово-1 — село в Приволжском районе Астраханской области, административный центр Фунтовского сельсовета. Большую часть населения составляют этнические туркмены.
| 2002 | 2010  |
| ---- | ----- |
| 1101 | ↘1064 |

## Физико-географическая характеристика
Село расположено в юго-западной части Приволжского районе на берегу ерика Царёв. Расстояние до Астрахани составляет 13 километров (до центра города), до районного центра села Началова — 14 километров.
Климат резко континентальный, с жарким и засушливым летом и бесснежной ветреной, иногда с большими холодами, зимой. Согласно классификации климатов Кёппена-Гейгера тип климата — семиаридный (индекс BSk).
Часовой пояс
Фунтово-1, как и вся Астраханская область, находится в часовой зоне МСК+1. Смещение применяемого времени относительно UTC составляет +4:00.